# Acrotylus inornatus
Acrotylus inornatus är en insektsart som beskrevs av Kuthy 1905. Acrotylus inornatus ingår i släktet Acrotylus och familjen gräshoppor. Inga underarter finns listade i Catalogue of Life.